# Eupithecia pinata
Eupithecia pinata är en fjärilsart som beskrevs av Samuel E. Cassino 1927. Eupithecia pinata ingår i släktet Eupithecia och familjen mätare. Inga underarter finns listade i Catalogue of Life.